# Kysliwka (obwód charkowski)
Kysliwka (ukr. Кислівка) – wieś na Ukrainie, w obwodzie charkowskim, w rejonie kupiańskim. W 2001 liczyła 965 mieszkańców, spośród których 888 posługiwało się językiem ukraińskim, 74 rosyjskim, 2 białoruskim, a 1 ormiańskim.

## Urodzeni
- Marija Szkarletowa